# De ongelofelijke avonturen van Kobijn
De ongelofelijke avonturen van Kobijn (Frans: Les formidables aventures de Lapinot) is een Franse stripreeks van tekenaar en scenarist Lewis Trondheim.

## Inhoud
De ongelofelijke avonturen van Kobijn is komische strip met absurde schijnbaar geïmproviseerde humor in een antropomorfische wereld. Daarbij begeeft de auteur zich in allerlei genres, zoals western, sciencefiction, fantasy en de historische strip. In de verhalen keren vaak dezelfde karakters terug, maar steeds in een andere rol.
Het album De deeltjesversneller uit 2012 is een eerbetoon aan de strip Robbedoes en Kwabbernoot en André Franquin. In 2022 verscheen een album dat verwijst naar Asterix.

## Publicatie
De reeks wordt sinds 1992 gepubliceerd door de Franse uitgevers L'Association en vanaf 1995 tevens door Dargaud. De albums zijn in Frankrijk verschenen binnen drie series:
- Les formidables aventures de Lapinot
- Les formidables aventures sans Lapinot
- Les nouvelles aventures de Lapinot

Alle Nederlandse uitgevers worden sinds 2007 uitgegeven door Silvester.

### Albums
| Nummer | Titel                                | Uitgever      | Jaar | Nederlandse titel (jaar)                   |
| ------ | ------------------------------------ | ------------- | ---- | ------------------------------------------ |
|        | Lapinot et les carottes de Patagonie | L'Association | 1992 | Niet in het Nederlands vertaald            |
| 0      | Slaloms                              | L'Association | 1993 | Slaloms (2007)                             |
|        | Mildiou                              | L'Association | 1994 | Niet in het Nederlands vertaald            |
| 1      | Blacktown                            | Dargaud       | 1995 | Blacktown (2007)                           |
| 2      | Pichenettes                          | Dargaud       | 1996 | Tikkie (2007)                              |
| 3      | Walter                               | Dargaud       | 1996 | Walter (2007)                              |
|        | Les aventures de l'Univers           | Dargaud       | 1997 | Niet in het Nederlands vertaald            |
|        | Galopinot                            | L'Association | 1998 | Niet in het Nederlands vertaald            |
| 4      | Amour & Intérim                      | Dargaud       | 1998 | Invalkrachten (2008)                       |
| 10     | Ordinateur mon ami                   | Dargaud       | 1998 | 't Is de Computer, Gekkie (2021)           |
| 6      | Pour de vrai                         | Dargaud       | 1999 | D'r bij zijn (2010)                        |
| 5      | Vacances de Printemps                | Dargaud       | 1999 | Een nieuwe lente (2008)                    |
| 7      | La Couleur de l'Enfer                | Dargaud       | 2000 | In de hel is het elke dag hetzelfde (2011) |
| 11     | Cyberculture mon ami                 | Dargaud       | 2001 | @Infinitum (2021)                          |
| 9      | L'accélérateur atomique              | Dargaud       | 2003 | De deeltjesversneller (2012)               |
| 8      | La vie comme elle vient              | Dargaud       | 2004 | Het staat in de sterren (2011)             |
| 12     | Top ouf                              | Dargaud       | 2010 | Knettergek (2021)                          |
| NA 1   | Un monde un peu meilleur             | L'Association | 2017 | Een beetje betere wereld (2024)            |
|        | Les fins du monde                    | L'Association | 2018 | Niet in het Nederlands vertaald            |
|        | Les herbes folles                    | L'Association | 2019 | Niet in het Nederlands vertaald            |
|        | Prosélytisme & morts-vivants         | L'Association | 2020 | Niet in het Nederlands vertaald            |
|        | Un peu d'amour                       | L'Association | 2020 | Niet in het Nederlands vertaald            |
|        | L'apocalypse joyeuse                 | L'Association | 2021 | Niet in het Nederlands vertaald            |
|        | Midi à quatorze heures               | L'Association | 2021 | Niet in het Nederlands vertaald            |
|        | Par Toutatis!                        | L'Association | 2022 | Niet in het Nederlands vertaald            |
|        | Sous le trottoir                     | L'Association | 2022 | Niet in het Nederlands vertaald            |
|        | Ultra Secret                         | L'Association | 2022 | Niet in het Nederlands vertaald            |
|        | 31 juillet                           | L'Association | 2023 | Niet in het Nederlands vertaald            |